# جوناثان بيل
جوناثان بيل (بالإنجليزية: Jonathan Bell)‏ هو سياسي بريطاني، ولد في 5 مارس 1970 في بلفاست في المملكة المتحدة. حزبياً، نشط في الحزب الديمقراطي الاتحادي.

## مناصب
- انتخب عضو الجمعية التشريعية الثالثة لأيرلندا الشمالية عن دائرة Strangford (Assembly constituency) [الإنجليزية]‏ وقد انضم خلال فترته النيابية ‏ (25 يناير 2010 – 24 مارس 2011)  للكتلة البرلمانية الحزب الديمقراطي الاتحادي.
- في انتخابات الجمعية التشريعية لأيرلندا الشمالية، 2011 [الإنجليزية]‏، انتخب عضو الجمعية التشريعية الرابعة لأيرلندا الشمالية ‏ عن دائرة Strangford (Assembly constituency) [الإنجليزية]‏ وقد انضم خلال فترته النيابية ‏ (6 مايو 2011 – 24 مارس 2016)  للكتلة البرلمانية الحزب الديمقراطي الاتحادي.
- في 2016 Northern Ireland Assembly election [الإنجليزية]‏، انتخب Member of the 5th Northern Ireland Assembly ‏ عن دائرة Strangford (Assembly constituency) [الإنجليزية]‏ وقد انضم خلال فترته النيابية ‏ (7 مايو 2016 – 26 يناير 2017)  للكتلة البرلمانية الحزب الديمقراطي الاتحادي.
- انتخب Minister of Enterprise, Trade and Investment ‏ (11 مايو 2015 – 6 مايو 2016).